# 2012年ロンドンオリンピックのシンガポール選手団
2012年ロンドンオリンピックのシンガポール選手団（2012ねんロンドンオリンピックのシンガポールせんしゅだん）は、2012年7月27日から8月12日にかけてイギリスの首都ロンドンで開催された2012年ロンドンオリンピックのシンガポール選手団、およびその競技結果。

## 概要
今大会は銅メダル2個、合計2個のメダルを獲得した。シンガポール勢が1大会で複数個のメダルを獲得したのは初めて。

## メダル
| メダル | 選手名                                             | 競技 | 種目           |
| ------ | -------------------------------------------------- | ---- | -------------- |
| 銅     | フェン・ティアンウェイ                             | 卓球 | 女子シングルス |
| 銅     | フェン・ティアンウェイ ワン・ユエグ リ・ジャウェイ | 卓球 | 女子団体       |